# Macroscepis aurea
Macroscepis aurea är en oleanderväxtart som beskrevs av Fourn.. Macroscepis aurea ingår i släktet Macroscepis och familjen oleanderväxter. Inga underarter finns listade i Catalogue of Life.